# 녹색병원
녹색병원은 400병상규모의 종합병원으로 민간 병원이면서도 공익적인 기능을 담당하기 위해 설립된 비영리 공익 법인이다. 녹색병원은 일반적인 환자를 진료하는 종합병원인데 병원 내에 직업병 환자를 위한 진료소가 있어 직업병 연구와 치료를 병행하고 있다. 이 병원은 지역사회와 함께 만드는 삶의 질을 높이는 공익병원을 만드는 것을 사명으로 삼고 있다.
원진레이온 직업병 피해자 노동자들이 받은 보상금으로 설립되었다 , 초대원장은 김록호.

## 연혁
- 2000년 9월 (구)서울기독병원 건물 매입
- 2003년 9월 20일 녹색병원 개원식